# یواس‌ان‌اس رابرت ای پیری (تی-ای‌کی‌ای-۵)
یواس‌ان‌اس رابرت ای پیری (تی-ای‌کی‌ای-۵) (به انگلیسی: USNS Robert E. Peary (T-AKE-5)) یک کشتی است که طول آن ۲۱۰ متر (۶۸۹ فوت) می‌باشد. این کشتی  در سال ۲۰۰۷ ساخته شد.